# Břidličná hora
Břidličná hora (historyczna nazwa niem. Schiefer Haide, cz. Břidličná) – szczyt (góra), o wysokości 1358 m n.p.m. (podawana jest też wysokość 1358,2 m n.p.m.  lub 1358,0 m n.p.m. ) w paśmie górskim Wysokiego Jesionika (cz. Hrubý Jeseník), w północno-wschodnich Czechach, w Sudetach Wschodnich, na Morawach, w obrębie gminy Vernířovice, oddalony o około 6,4 km na południowy zachód od szczytu góry Pradziad (cz. Praděd), leżący na jego głównym grzbiecie (grzebieniu), pomiędzy szczytami Jelení hřbet i Pecný. Rozległość góry (powierzchnia stoków) szacowana jest na około 2,9 km², a średnie nachylenie wszystkich stoków wynosi około 15°.

## Historia

### Katastrofa lotnicza
Góra w swojej historii ma tragiczne wydarzenie jakim była katastrofa niemieckiego, wojskowego samolotu bombowego Heinkel He 111, niemieckich sił powietrznych Luftwaffe, który wraz z kilkuosobową załogą (najprawdopodobniej trzy osoby) w czasie panujących złych warunkach atmosferycznych, rozbił się o górę (poniżej grzbietu głównego) na stoku zachodnim, na wysokości około 1300 m n.p.m., najprawdopodobniej w (1942 lub 1943) roku. Samolot całkowicie po zderzeniu z górą spłonął. Niemiecka żandarmeria po informacji o katastrofie usunęła większe fragmenty wraku, natomiast, pozostały po nim liczne mniejsze odłamki, które później odkryto na miejscu. Pomimo szeroko zakrojonej akcji poszukiwawczej w archiwach, nie udało się zidentyfikować i określić składu załogi ani okoliczności ich lotu.

## Charakterystyka

### Lokalizacja

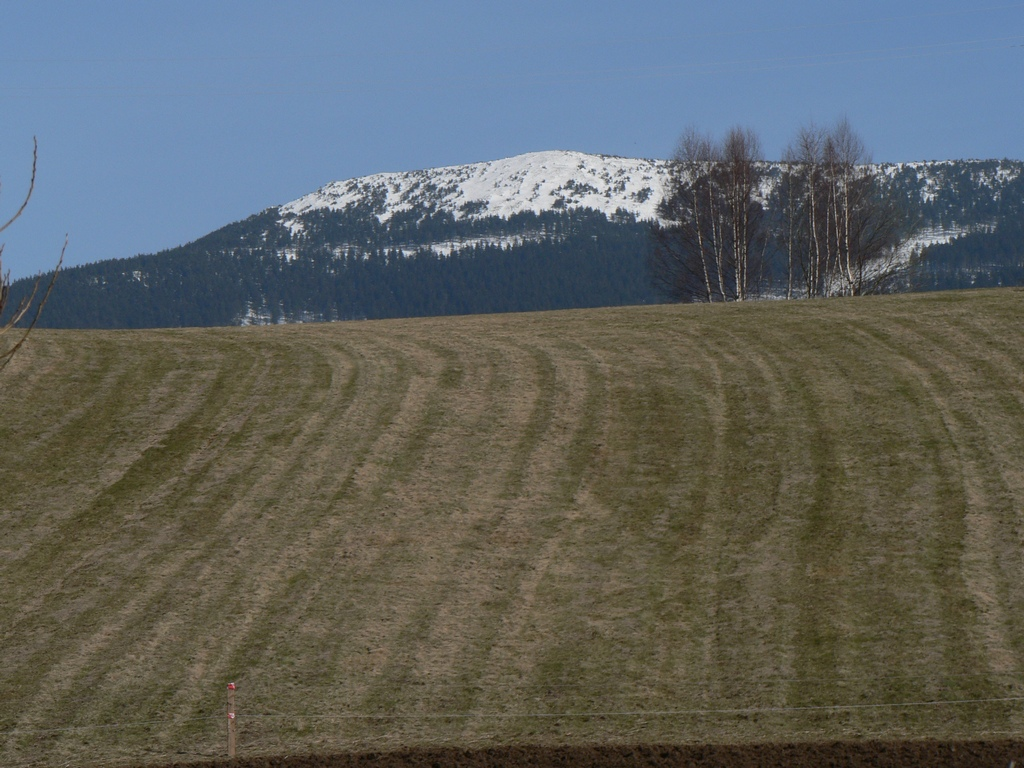
Widok na górę Břidličná hora z miejscowości Vernířovice (2007 rok)

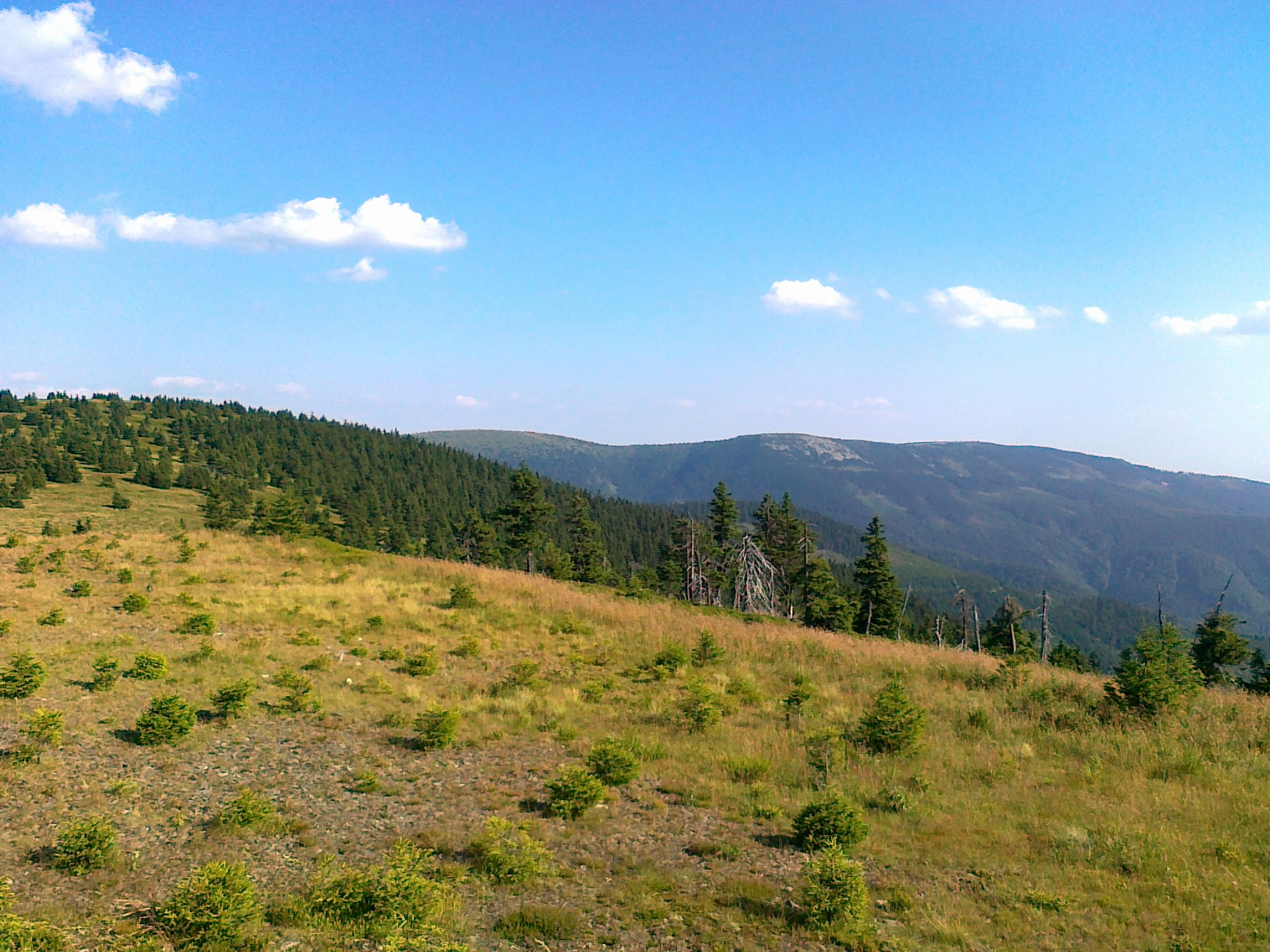
Widok z dolnej drogi wokół góry Dlouhé stráně na przełęcz Pláň oraz na szczyty gór: Vřesník, Jelení hřbet, Břidličná hora i Pecný (poniżej szczytu Břidličná hora – szczyt Homole) (2012 rok)

Góra Břidličná hora położona jest nieco na południe od centrum pasma Wysokiego Jesionika, leżąca niemalże w centrum części Wysokiego Jesionika (mikroregionie) o nazwie Masyw Pradziada (cz. Pradědská hornatina), położona na jego grzbiecie głównym (grzebieniu), ciągnącym się od przełęczy Červenohorské sedlo do przełęczy Skřítek. Góra o lekko kopulastym kształcie połaci szczytowej jest dobrze widoczna i rozpoznawalna, ponieważ patrząc od zachodu na grzbiet główny, widząc charakterystyczny „ząb” szczytowej grupy skalnej góry Petrovy kameny oraz patrząc dalej (z prawej strony) wzdłuż tego grzbietu można rozpoznać kolejne szczyty w łańcuchu: (Vysoká hole → Kamzičník → Velký Máj → Jelení hřbet → Břidličná hora). Widoczna jest z dwóch kluczowych punktów widokowych, m.in.  z drogi wokół szczytu góry Pradziad, gdzie umieszczono ją na pulpicie informacyjnym przy tej drodze oraz z drogi wokół góry Dlouhé stráně, jak również i z punktu widokowego na jej szczycie, gdzie zaznaczono ją na pulpicie informacyjnym. Góra jest jedną z wyższych gór pasma Wysokiego Jesionika (12. szczyt całego pasma oraz 10. szczyt Masywu Pradziada).
Górę ograniczają: od północy mało wybitna przełęcz o wysokości 1077 m n.p.m. w kierunku szczytu Čertova stěna, od północnego wschodu dolina potoku Jelení příkop, od wschodu przełęcz o wysokości 1303 m n.p.m. w kierunku szczytu Jelení hřbet, od południowego wschodu dolina potoku o nazwie Podolský potok, płynącego w żlebie Žďárský žleb, od południa przełęcz o wysokości 1313 m n.p.m. w kierunku szczytu Pecný, od zachodu dwie doliny nienazwanych potoków, będących dopływami potoku Merta oraz od północnego zachodu przełęcz o wysokości 965 m n.p.m. w kierunku szczytu Špičák. W otoczeniu góry znajdują się następujące szczyty: od północy Čertova stěna, od północnego wschodu Jelení hřbet, od południowego wschodu Jelenka, Ostružná i Kamenec (2), od południa Pecný, od południowego zachodu Ztracené kameny, Závora, Svobodínská paseka–V (dwa ostatnie szczyty leżą w paśmie Hanušovická vrchovina) i Kočičí skalka oraz od północnego zachodu Jestřábí vrch–JZ i Špičák.

### Stoki
W obrębie góry można wyróżnić sześć następujących zasadniczych stoków :
- wschodni
- południowo-wschodni
- południowy
- zachodni o nazwie U jezírka
- północno-zachodni
- północny

Stoki mniej więcej od wysokości (1310–1340) m n.p.m. w dół są zalesione w zdecydowanej większości borem świerkowym. Powyżej zgodnie z piętrowym układem stref klimatyczno-roślinnych dominują hale wysokogórskie, pokryte łąką i łanami nasadzanej kosodrzewiny (stoki wschodni, południowo-wschodni i południowy). Na pozostałych stokach występują wszystkie typy zalesienia: bór świerkowy, las mieszany oraz las liściasty. Na stokach zachodnim, północno-zachodnim i północnym poza borem świerkowym, występują wraz z obniżaniem wysokości obszary lasu mieszanego oraz połacie lasu liściastego. Niemalże wszystkie stoki charakteryzują się znaczną zmiennością wysokości zalesienia, z występującymi polanami, przerzedzeniami i nieznacznymi przecinkami. Na stoku północnym, w odległości około 370 m na północny wschód od szczytu na wysokościach (1180–1235) m n.p.m. występuje grupa skalna, natomiast w obrębie góry brak jest pojedynczych większych skalisk. Ponadto na stokach zachodnim, północno-zachodnim i północnym występują znaczne obszary pokryte gruzem skalnym i obszary głazowisk. Stoki góry wraz z przyległymi do sąsiedniej góry Jelení hřbet są jednymi z czterech głównych terenów lawinowych w Wysokim Jesioniku .
Stoki mają stosunkowo niejednolite i bardzo zróżnicowane nachylenia. Średnie nachylenie stoków waha się bowiem od 3° (stok południowy) do 23° (stok zachodni). Średnie nachylenie wszystkich stoków góry (średnia ważona nachyleń stoków) wynosi około 15°. Maksymalne średnie nachylenie stoku północnego w pobliżu grupy skalnej na odcinku 50 m nie przekracza 45°. Stoki pokryte są siecią dróg oraz na ogół nieoznakowanych ścieżek i duktów. Przemierzając je zaleca się korzystanie ze szczegółowych map, z uwagi na zawiłości ich przebiegu, zalesienie oraz zorientowanie w terenie.

### Szczyt główny

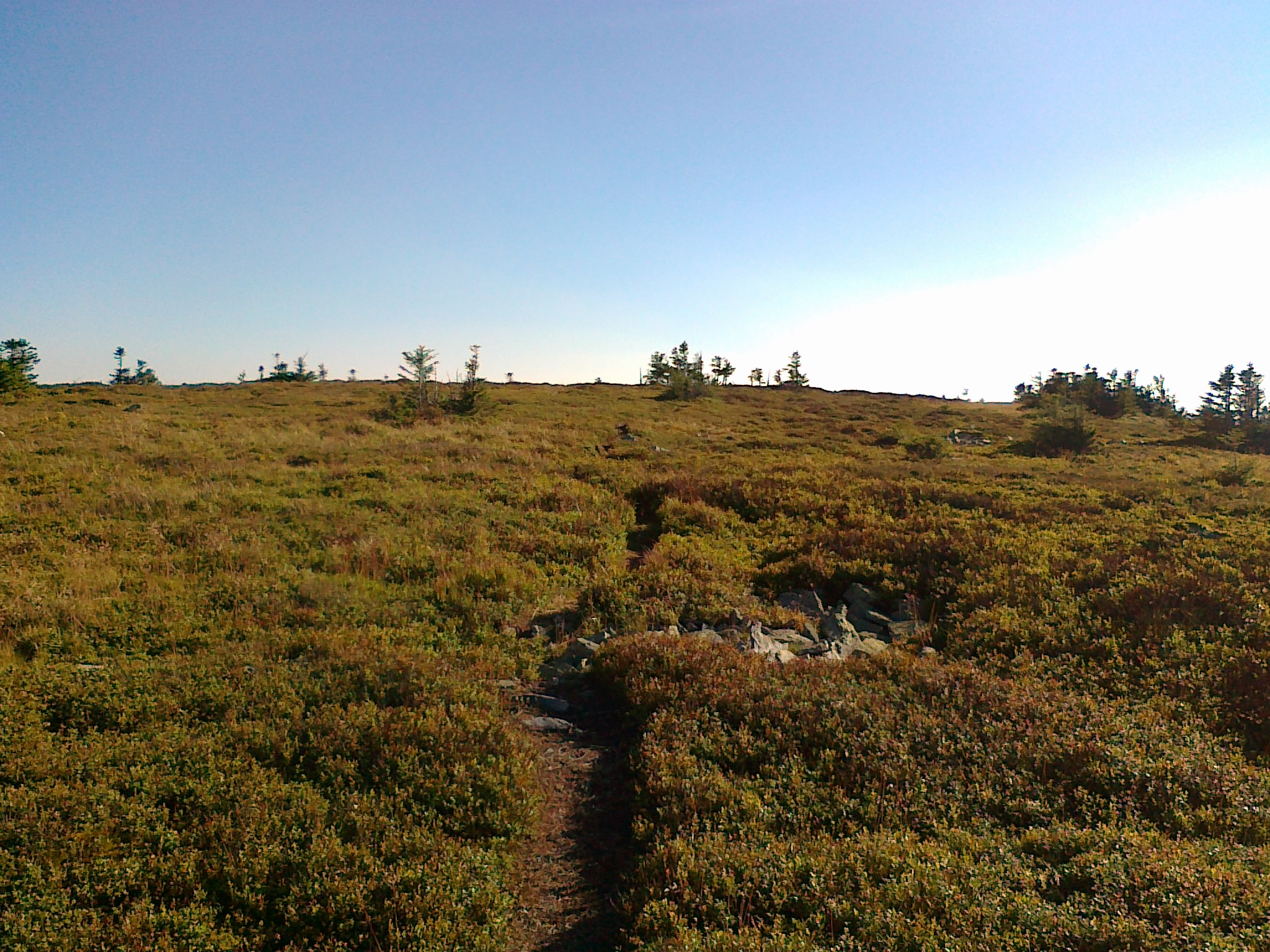
Połać szczytowa góry Břidličná hora (2020 rok)

Na szczyt nie prowadzi żaden znakowany szlak turystyczny. Połać szczytowa jest odkryta, pokryta trawą wysokogórską oraz jałowcem, gołoborzem oraz glebami poligonalnymi i częściowo tzw. kamiennym morzem, czyli gruzem skalnym. Połać szczytowa jest wybitnym punktem widokowym z której rozpościerają się dalekie perspektywy. Na połaci szczytowej nie ma punktu geodezyjnego . Blisko połaci szczytowej przebiega ścieżka główna oznakowana słupkami, na której wytyczono m.in. zielony szlak turystyczny . Państwowy urząd geodezyjny o nazwie (cz. Český úřad zeměměřický a katastrální (CÚZK)) w Pradze podaje jako najwyższy punkt góry – szczyt – o wysokości 1358,2 m n.p.m. i współrzędnych geograficznych (50°01′58,7″N 17°11′12,7″E/50,032972 17,186861).
Dojście do szczytu następuje ze skrzyżowania turystycznego o nazwie (cz. Jelení studánka), z którego należy przejść zielonym szlakiem turystycznym  w stronę skrzyżowania o nazwie (cz. Pecný) odcinek o długości około 700 m, a następnie należy skręcić orientacyjnie w prawo w nieoznakowaną ścieżkę, dochodząc po około 200 m do szczytu . Z uwagi na ochronę przyrody wejście na szczyt nie jest zalecane.

### Szczyt drugorzędny
Břidličná hora jest górą o podwójnym szczycie. W odległości około 1,2 km na północny zachód od szczytu głównego można wyróżnić szczyt drugorzędny określony jako Břidličná hora–SZ o wysokości 984 m n.p.m. i współrzędnych geograficznych (50°02′23,4″N 17°10′26,7″E/50,039833 17,174083), oddzielony od szczytu głównego mało wybitną przełęczą o wysokości 980 m n.p.m.. Znajduje on się wśród gęstego zalesienia lasu mieszanego. Z powodu zalesienia nie jest on punktem widokowym, nie umieszczono na nim również punktu geodezyjnego. 

### Geologia

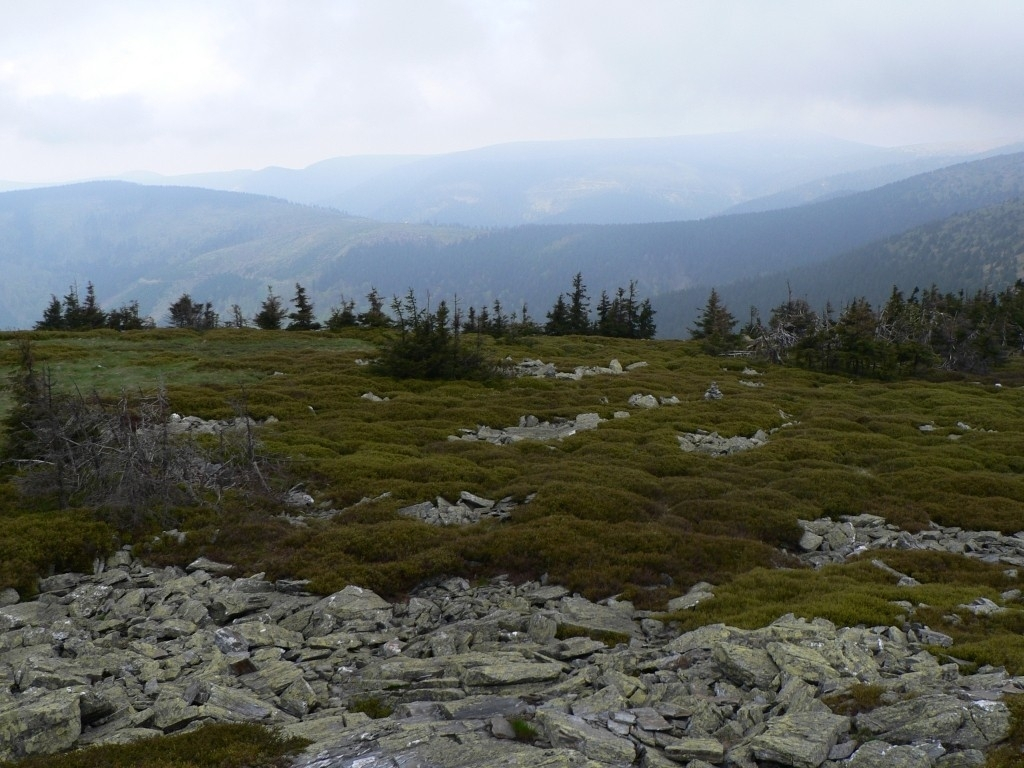
Gleby poligonalne na górze Břidličná hora (2006 rok)

Pod względem geologicznym masyw góry Břidličná hora należy do jednostki określanej jako warstwy vrbneńskie i zbudowany jest ze skał metamorficznych, głównie: fyllitów (muskowitów, biotytów, chlorytów), łupków łyszczykowych, od których pochodzi czeska nazwa szczytu (cz. břidlice, tzn. pol. łupki) (chlorytoidu, staurolitu, granatu, sillimanitu), łupków zieleńcowych, łupków grafitowych, gnejsów, kwarcytów, skał magmowych: głównie meta-granitów oraz skał osadowych: głównie meta-zlepieńców.
W plejstocenie, w mroźnym klimacie peryglacjalnym, w górnych partiach góry powstały rozległe gołoborza, terasy krioplanacyjne czy gleby poligonalne . Gołoborza te są aktywne, poruszają się ze średnią prędkością (1–4) mm rocznie. Największa pomierzona prędkość wynosiła 15 cm/rok . Gołoborza te i inne utwory peryglacjalne należą do najcenniejszych tego typu w Czechach .

### Wody
Grzbiet główny (grzebień) góry Pradziad, biegnący od przełęczy Skřítek do przełęczy Červenohorské sedlo oraz dalej do przełęczy Ramzovskiej (cz. Ramzovské sedlo) jest częścią granicy Wielkiego Europejskiego Działu Wodnego, dzielącej zlewiska Morza Bałtyckiego i Morza Czarnego . 
Góra leży na tej granicy, na zlewiskach Morza Bałtyckiego (dorzecze Odry) na stokach: południowo-wschodnim oraz Morza Czarnego (dorzecze Dunaju) na stokach: wschodnim, południowym, zachodnim, północno-zachodnim i północnym. Na stoku północnym bierze swój początek potok Jelení příkop, a na stoku południowo-wschodnim inny potok o nazwie Podolský potok. Ponadto w odległości około 1,3 km na południowy wschód, na wysokości około 1113 m n.p.m., na potoku będącym dopływem potoku Podolský potok znajduje się wodospad.

## Ochrona przyrody
Część góry znajduje się w otoczeniu rezerwatu przyrody Břidličná (cz. Přírodní rezervace Břidličná) (obejmującego połać szczytową wraz ze stokami: wschodnim, południowym i północnym oraz częścią stoków południowo-wschodniego, zachodniego i północno-zachodniego), będącego częścią wydzielonego obszaru objętego ochroną o nazwie Obszar Chronionego Krajobrazu Jesioniki (cz. Chráněná krajinná oblast (CHKO) Jeseníky), a utworzonego w celu ochrony utworów skalnych, ziemnych i roślinnych oraz rzadkich gatunków zwierząt.
Wzdłuż grzbietu głównego góry Pradziad wytyczono w 2009 roku ścieżkę dydaktyczną (cz. Naučná stezka Po hřebenech – světem horských luk) o długości 12 km na odcinku:
 Ovčárna – Skřítek (z 12 stanowiskami obserwacyjnymi na trasie)

### Rezerwat przyrody Břidličná
Rezerwat przyrody Břidličná położony jest na wysokościach (798–1367) m n.p.m. i obejmuje swoim zasięgiem oprócz góry Břidličná hora również inne góry lub szczyty: Velký Máj, Jelení hřbet, Čertova stěna, Pecný, Pec, Ztracené kameny, Ztracené skály i Zelené kameny. Rezerwat ma ogólną powierzchnię 652,09 ha i został utworzony 19 marca 2008 roku, w celu ochrony środowiska wokół głównego grzbietu góry Pradziad, przede wszystkim kriogenicznych formacji geomorfologicznych (skalisk, grup skalnych, gruzu skalnego, gleb poligonalnych i gołoborzy) oraz subalpejskich siedlisk leśnych z dominacją świerku i buku, a także roślin i zwierząt objętych ścisłą ochroną. Z uwagi na ochronę cennego ekosystemu, głębsze penetrowanie obszaru rezerwatu nie jest zalecane.

## Turystyka
Na obszarze góry nie ma żadnego schroniska lub hotelu górskiego. W odległości około 2,6 km na północ od szczytu położona jest jedna z najstarszych chat Wysokiego Jesionika Františkova myslivna, postawiona w 1865 roku przez rodzinę Kleinów, wówczas jako chata łowiecka. Obecnie służy jako niewielkie schronisko turystyczne z ograniczoną bazą noclegową, dysponujące tylko 16 miejscami (własność prywatna). Ponadto w odległości około 4,5 km na południowy zachód od szczytu, koło przełęczy Skřítek, przy drodze nr 11 znajduje się restauracja o nazwie Skřítek oraz rozległy parking. Do miejscowości Vernířovice z bazą pensjonatów jest od szczytu około 4 km na zachód, a do bazy turystycznej w okolicy góry Pradziad jest około 5,5 km na północny wschód. Znajdują się tam następujące hotele górskie i schroniska turystyczne:
- na wieży Pradziad: hotel Praděd oraz na stoku góry Pradziad hotel górski: Kurzovní chata i schronisko Barborka
- na stoku góry Petrovy kameny hotele górskie: Ovčárna i Figura oraz schronisko Sabinka

Warto dodać, że na stoku południowo-wschodnim, w odległości około 970 m na południowy wschód od szczytu, na wysokości około 1208 m n.p.m. znajduje się chata o nazwie Josefínka, ale nie ma one charakteru typowego schroniska turystycznego, a którą zalicza się do tzw. chat łowieckich. Dojście do niej jest trudne, wymaga posłużenia się szczegółowymi mapami.
Kluczowym punktem turystycznym góry jest skrzyżowanie turystyczne położone w odległości około 800 m na wschód od szczytu o nazwie (cz. Jelení studánka) z podaną na tablicy informacyjnej wysokością 1311 m, przez które przechodzą szlaki turystyczne, ścieżka dydaktyczna i trasa narciarstwa biegowego. Blisko tego skrzyżowania znajduje się źródło o nazwie Jelení studánka. Koło niego członkowie Pogotowia Górskiego zbudowali kamienny, zadaszony schron turystyczny.

### Szlaki turystyczne
Klub Czeskich Turystów (cz. Klub Českých Turistů) wytyczył w obrębie góry dwa szlaki turystyczne na trasach:
 Skřítek – Ztracené skály – szczyt Ztracené kameny – szczyt Pec – szczyt Pecný – góra Břidličná hora – Jelení studánka – góra Jelení hřbet – przełęcz Sedlo nad Malým kotlem – góra Velký Máj – U Františkovy myslivny – góra Zámčisko–S – Zámčisko–SZ – U Kamenné chaty
 Sobotín – Vernířovice – góra Špičák – Čertova stěna – góra Břidličná hora – Jelení studánka – góra Jelenka – przełęcz Mravenčí sedlo – Zelené kameny – Skřítek

### Szlaki rowerowe i trasy narciarskie
U podnóża stoku zachodniego wytyczono szlak rowerowy na trasie:
 Pod Ztracenými kameny – góra Pecný – góra Špičák – góra Jestřábí vrch – przełęcz Branka – góra Homole – góra Vřesník – Kozí hřbet – góra Čepel – Uhlířská cesta
W obrębie góry nie poprowadzono żadnej trasy narciarstwa zjazdowego. W okresach ośnieżenia wzdłuż szlaków turystycznych i rowerowych przebiegają trasy narciarstwa biegowego m.in. o nazwie tzw. (cz. Jesenická magistrála).
 Nad Karlovem – góra Klobouk – przełęcz Mravencovka – Jelenec – góra Jelenka – Alfrédka – góra Břidličná hora – góra Pecný – Zelené kameny – Skřitek